# Нижегородец-VSN700
Нижегородец-VSN700 — российский автобус малого класса, выпускавшийся нижегородским предприятием ООО «СТ Нижегородец» с 2015 года на шасси Iveco Daily 70C15. Также с аналогичным кузовом, но на других шасси выпускались автобусы VSN410 (школьный, шасси IVECO Daily 70C18), VSN800 (пригородный или междугородный, шасси IVECO Daily 65C17 или Iveco Daily 70C15) и VSN900 (туристический или школьный, шасси Iveco Daily 70C15, IVECO Daily 70C18 или IVECO IS70C12BA).

## История
Первый автобус Нижегородец-VSN700 был представлен в 2015 году. Представляет собой производную модель от Iveco Daily 70C15 с дизайном кузова, разработанным российскими специалистами. В 2019 году был представлен обновлённый вариант автобуса.
Только внешняя обшивка модели сделана из стеклопластика. Её панели навешены на стальной каркас из профилированных труб. Шасси автобуса, с точки зрения завода, самое выносливое. В отличие от других микроавтобусов, шасси рассчитано на полную массу от 7 тонн. Похожий автобус выпускается в Сербии компанией Fenixbus.
Первый автобус Нижегородец-VSN700 вышел на маршруты города Москвы, обслуживаемые ООО «Трансавтолиз», в 2016 году, где значительная часть автобусов эксплуатировалась до 2021 года. После 2021 года часть автобусов была передана в другие регионы. Иногда автобусы эксплуатируются в качестве оставшихся маршрутных такси в Новой Москве.

## Особенности
Автобус Нижегородец-VSN700 является самым комфортным и надёжным автобусом малой вместимости, благодаря шасси. Как и ПАЗ-3205, автобус выпускается с двумя автоматическими дверями для городских маршрутов и одной автоматической дверью для пригородных маршрутов (модели VSN800 и VSN900). Автоматические двери могут быть как выдвижного, так и сдвижного типа. Ближайшими конкурентами модели являются Рута-25, Луидор-2250, Mercedes-Benz Sprinter City и другие маломестные автобусы.
В 2019 году был представлен обновлённый вариант автобуса. Вместо выдвижных дверей были установлены планетарные двери, открывающиеся внутрь, задняя дверь стала двухстворчатой.

## Галерея

Фотографии автобусов Нижегородец-VSN410, VSN700, VSN800, VSN900
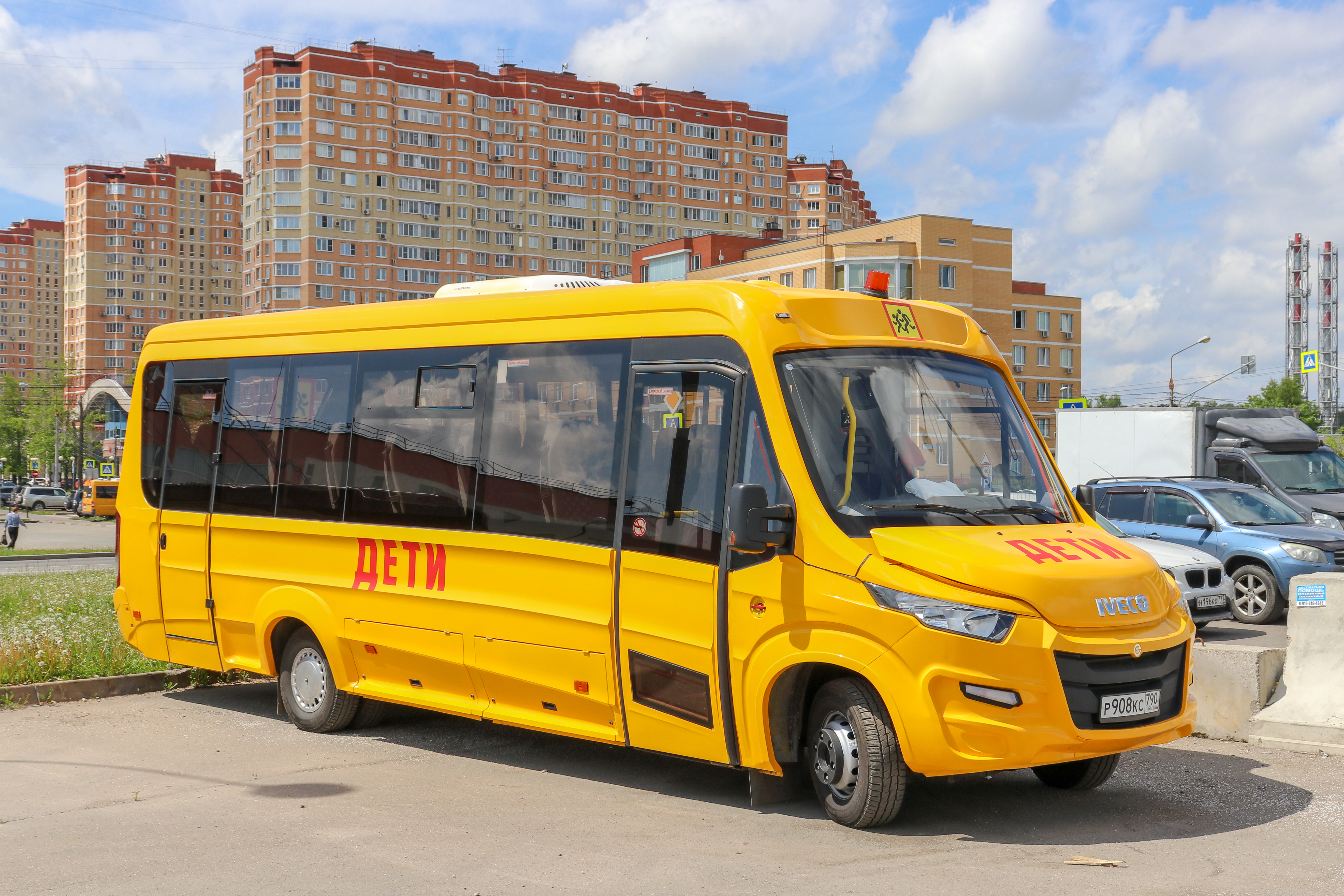
Фотографии автобусов Нижегородец-VSN410, VSN700 , VSN800, VSN900
- Школьный Нижегородец-VSN900
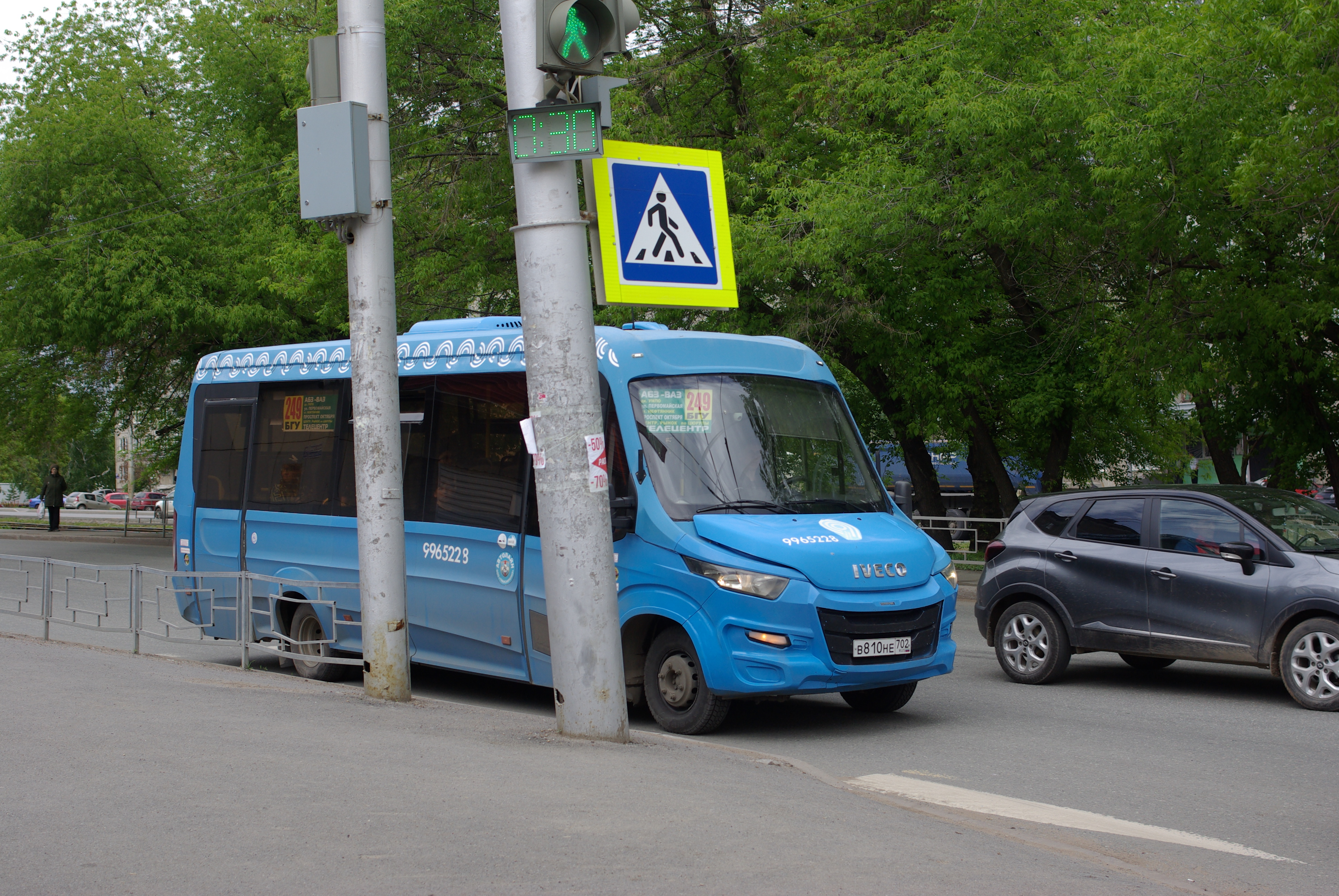
Нижегородец-VSN700  в Уфе. Ранее работал в Москве
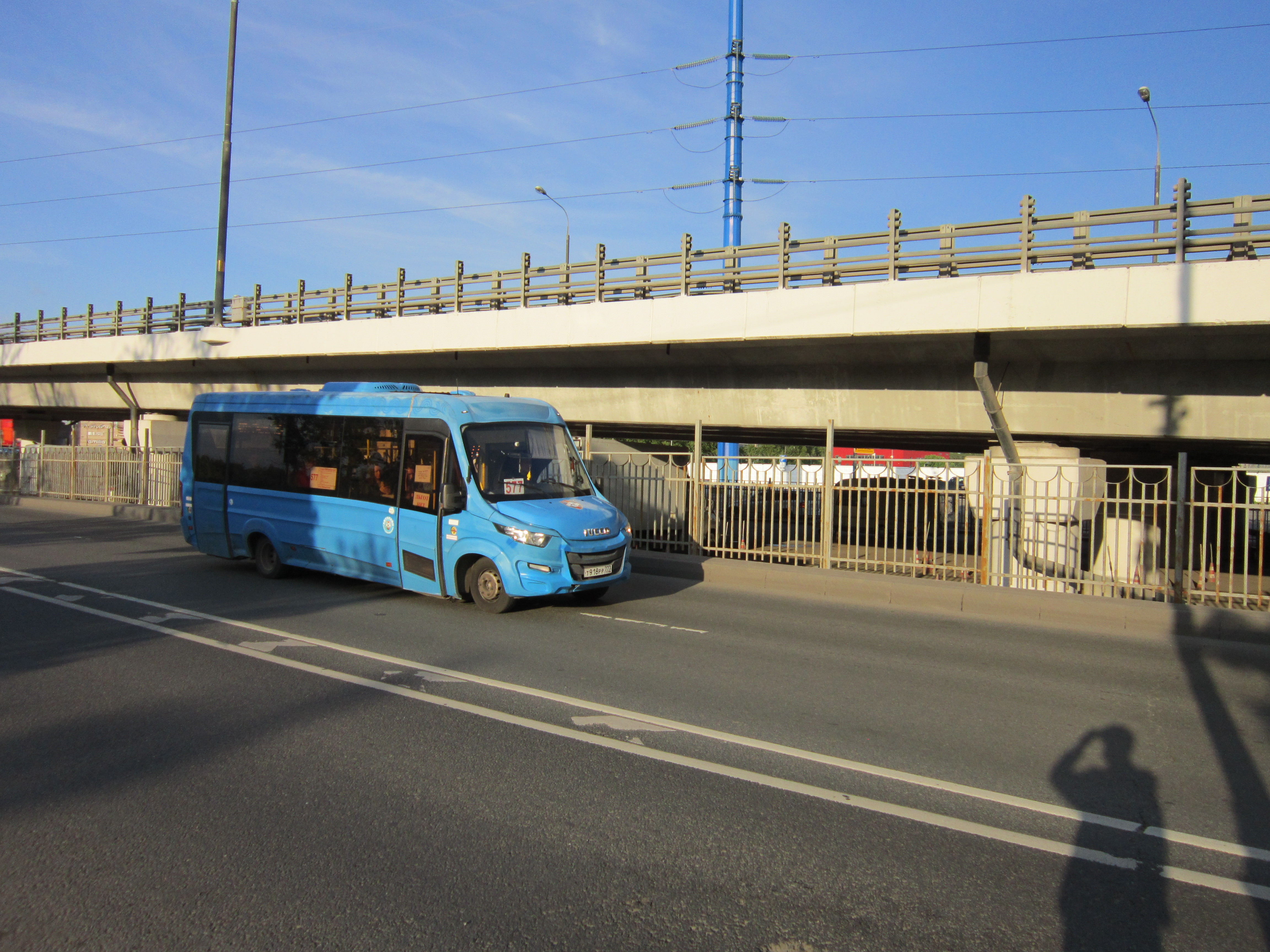
Маршрутка Новой Москвы Нижегородец-VSN700  на Профсозной улице в Москве, маршрут № 577